# Olivier Custodio
Oliver Custodio Da Costa (sinh ngày 10 tháng 2 năm 1995) là một cầu thủ bóng đá người Thụy Sĩ thi đấu cho FC Luzern ở vị trí tiền vệ.
Anh cũng mang quốc tịch Bồ Đào Nha.

## Sự nghiệp bóng đá
Vào ngày 31 tháng 8 năm 2013, Custodio có màn ra mắt cho FC Lausanne-Sport trong trận đấu tại Giải bóng đá vô địch quốc gia Thụy Sĩ 2013–14 trước FC Thun thay cho Salim Khelifi (phút 90).
Vào mùa hè năm 2017, anh được chuyển đến FC Luzern.